# Burton George
Pour les articles homonymes, voir George et Reims.
Burton George (né Armand Reims le 22 août 1882) est un réalisateur et scénariste américain de l’époque du cinéma muet. Il est surtout connu pour avoir réalisé le drame muet de 1917, Alien Blood, l’un des rares films de cette période conservés dans les archives de la Bibliothèque du Congrès.

## Carrière
George commence sa carrière de réalisateur en 1915 avec le court métrage Blade o’ Grass, produit par les Edison Studios. Au cours des années suivantes, il réalise plusieurs courts et longs métrages, notamment pour des studios tels que la Bison Film Company et la Balboa Amusement Producing Company. Il adapte fréquemment des nouvelles et des récits feuilletonnés pour l’écran, signant parfois lui-même les scénarios.
Son film le plus notable, Alien Blood (également distribué sous le titre The Alien Blood), est adapté d’une nouvelle de Louise Rice, parue en avril 1913 dans Ainslee’s Magazine. Le film est produit par Balboa dans le cadre de la série Fortune Photoplay et distribué par la General Film Company. Il est présenté en avant-première le 16 avril 1917 à Bemidji, Minnesota, puis projeté à Washington, D.C., aux côtés de The Immigrant de Charlie Chaplin.
George réalise également plusieurs autres longs métrages muets, dont Ginger (1919), Dévotion (1921), ainsi que le film en langue allemande Die Bestie (1922).

## Filmographie sélective

### En tant que réalisateur
- Blade o’ Grass (1915, court métrage)
- Celeste of the Ambulance Corps (1916)
- The Littlest Magdalene (1916)
- The Isle of Life (1916)
- The Emerald Pin (1916)
- The Heritage of Hate (1916)
- The Tell-Tale Step (1917)
- Alien Blood (1917)
- The Law of the North (1917, coréalisé avec Edward H. Griffith)
- The Boulevard Speed Hounds (1918)
- Ginger (1919)
- Eve in Exile (1919)
- The Valley of Doubt (1920)
- Dévotion (1921)
- Conceit (1921)
- Die Bestie (1922)
- Dawn (1929)

### En tant que scénariste
- Ginger (1919)
- Human Desires (1922)
- Die Bestie (1922)